# Бени Суеф (област)
Бени Суеф (на арабски: بني سويف) е мухафаза в Северен Египет, разположена на левия бряг на река Нил. Граничи с областите Гиза на запад и североизток, Фаюм на север, Червено море на изток и Миня на юг. Административен център е град Бени Суеф.